# 坎吉科伊尔
坎吉科伊尔（Kanjikoil），是印度泰米尔纳德邦Erode县的一个城镇。总人口11148（2001年）。

## 人口
该地2001年总人口11148人，其中男性5542人，女性5606人；0—6岁人口772人，其中男408人，女364人；识字率59.10%，其中男性为65.79%，女性为52.48%。